# Sipahiuşağı, Arapgir
Sipahiuşağı là một xã thuộc huyện Arapgir, tỉnh Malatya, Thổ Nhĩ Kỳ. Dân số thời điểm năm 2011 là 72 người.